# Elvis Presley and America
«Elvis Presley and America» es una canción de la banda de rock irlandesa U2, y es la novena canción de su álbum de 1984, The Unforgettable Fire. 
Esta canción fue casi por completo una creación del momento. Musicalmente, toma su instrumentación de una pista de acompañamiento ralentizada de "A Sort of Homecoming". El productor Daniel Lanois dijo que se sintió frustrado mientras mezclaba esa canción y, en consecuencia, redujo la velocidad de grabación de 30 pulgadas por segundo a 22.
Las voces son el resultado de que el productor Brian Eno alentó al cantante Bono a improvisar letras mientras escucha la música por primera vez. Durante la única actuación, Bono asumió que se trataba de un corte brusco, algo que podría ajustarse, modificarse y corregirse más tarde. Sin embargo, Eno estaba interesado en la improvisación pura y la continuidad de la interpretación (en lugar de editar juntas varias interpretaciones en una sola pieza), y es esta pista la que terminó en el producto final.
Bono describió esta canción como una reacción a una biografía de Albert Goldman de Elvis Presley que no fue halagadora para el cantante fallecido. Esta no sería la última vez que Bono no estaba de acuerdo con la descripción de Goldman de una leyenda del rock. El cantante luego llamaría a Goldman por su nombre en " God Part II " (1988), esta vez en referencia a una biografía poco halagadora que Goldman escribió sobre John Lennon.

## Composición
"Elvis Presley y América" está en la clave de E ♭ . La canción tiene un tempo de 92 BPM.